# Plateros coccinipennis
Plateros coccinipennis is een keversoort uit de familie netschildkevers (Lycidae). De wetenschappelijke naam van de soort werd in 1971 gepubliceerd door Takehiko Nakane.